# Dongjiayingxiang (ort i Kina, Shaanxi, lat 33,08, long 107,27)
Dongjiayingxiang är en ort i Kina. Den ligger i provinsen Shaanxi, i den nordvästra delen av landet, omkring 200 kilometer sydväst om provinshuvudstaden Xi'an. Antalet invånare är 23 704. Befolkningen består av 11 871 kvinnor och 11 833 män. Barn under 15 år utgör 16,0 %, vuxna 15-64 år 71 %, och äldre över 65 år 11,0 %.
Runt Dongjiayingxiang är det ganska tätbefolkat, med 199 invånare per kvadratkilometer. Närmaste större samhälle är Chenggu Xian, 10,2 km nordost om Dongjiayingxiang. I omgivningarna runt Dongjiayingxiang växer i huvudsak blandskog.
Genomsnittlig årsnederbörd är 1 044 millimeter. Den regnigaste månaden är juli, med i genomsnitt 226 mm nederbörd, och den torraste är december, med 2 mm nederbörd.